# Браувайлер (Рейнланд-Пфальц)
Браувайлер (нім. Brauweiler) — громада в Німеччині, розташована в землі Рейнланд-Пфальц. Входить до складу району Бад-Кройцнах. Складова частина об'єднання громад Кірн-Ланд.
Площа — 3,16 км2. Населення становить 50 ос. (станом на 31 грудня 2020).

## Галерея

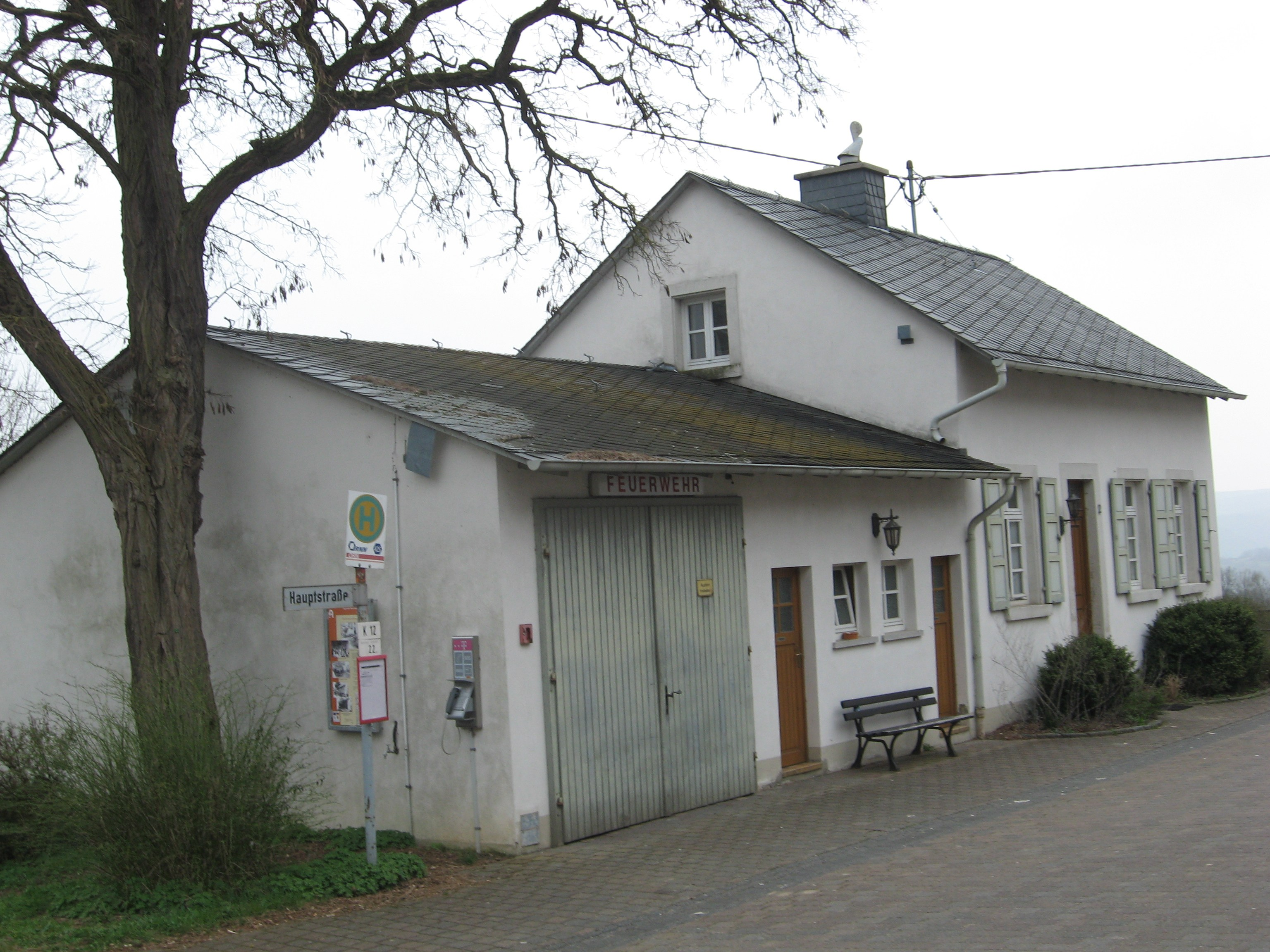